# (73242) 2002 JJ36
(73242) 2002 JJ36 – planetoida z pasa głównego asteroid okrążająca Słońce w ciągu 3,53 lat w średniej odległości 2,32 j.a. Odkryta 9 maja 2002 roku.